# Ляшница
Ляшница е бивше село в Югозападна България, община Петрич, област Благоевград.

## География
Ляшница се е намирало в Петричкото поле в северното подножието на Беласица, югозападно от град Петрич. Днес представлява местност в землището на града, разположена от дясната страна на наносния конус на Ляшничката река.

## История
Ляшница има богата древна история. На площ около 200 декара личат очертанията на няколко разрушени постройки. По терена се намира голямо количество обикновена и художествена керамика от XIII–XIV и XV–XVIII век. Тук е намерен и част от надпис на български език, изписан върху фрагмент от тухла. От района на селището произхожда колективна находка от 351 медни византийски монети.
Селището се споменава в османски данъчен регистър от 1570 под името Лешница и се числи юридически към махалите на град Петрич. Според документа в него живеят 70 християнски и 4 мюсюлмански домакинства. То влиза в зиамета на Ахмед Челеби ефенди – бивш дефтердар на имотите на Диарбекир и мютеферик в султанския двор и плаща данъци в размер на 15 615 акчета. Тук има манастир „Свети Никола“, който плаща 100 акчета данък за пшеница, смесено жито и шира.
В края на XIX век Ляшница е село в Петричка кааза на Османската империя.
В 1891 година Георги Стрезов пише за селото:
| „ | Ляшница, село, една част от което е чифлик на същия Хусни бей. Сградено е в полето до подножието на Беласица; намира се на ЮЗ от Петрич 3/4 от часа. Земледелци, въгляри; обработват и малко коприна. Къщи 60, българе, разпръснати на значително разстояние една от друга. | “ |

Към 1900 година според статистиката на Васил Кънчов („Македония. Етнография и статистика“) в селото живеят 100 турци.
В началото на XX век тук е изградена църквата „Света Петка“, около която по-късно се оформя Петричкият манастир.